# 屍體痙攣
尸体痉挛（cadaveric spasm）又称死后痉挛（postmortem spasm），是人或動物於死亡後，肌肉未经过松弛阶段就立即发生僵硬。
這種現象可由肉眼观察到，一般死亡前有剧烈运动，挣扎，伴随有大的情绪波动，死亡后会出现痉挛的现象。刑侦学上具体表现的例子有，溺水死亡者紧抓稻草，吞枪自戕者紧握手枪等。

## 成因
尸体痉挛的成因，一般观点认为是死前肌肉剧烈运动，耗尽三磷酸腺苷（ATP），导致死后肌肉僵硬形成痉挛。